# عيناوية القرد
العيناوية القرد (الاسم العلمي: Mimusopeae) هي قبيلة من النباتات تتبع الفصيلة السبوتية من رتبة الخلنجيات.

## الجنس النموذجي
- عين القرد (الاسم العلمي:Mimusops)

## تحت قبائل
- المنلكارينة